# Disphragis bactrea
Disphragis bactrea är en fjärilsart som beskrevs av William Schaus 1906. Disphragis bactrea ingår i släktet Disphragis och familjen tandspinnare. Inga underarter finns listade i Catalogue of Life.